# إشيزو إشتار
إشيزو إشتار إحدى شخصيات أنمي ومانغا يوغي يوه، ظهرت في الجزء الثاني لأول مرة، وكانت تسعى لتحقيق مصير الفرعون يامي والقضاء على الشر المتنبأ بظهوره بواسطة قلادة الألفية التي تمكنها من رؤية بعض أحداث المستقبل، وهي أخت ميريك إشتار قائد عصابة صائدي النوادر.